# 新学院文学奖
新学院文学奖（英語：New Academy Prize in Literature）是瑞典文化界于2018年设立的文學獎，代替未于2018年颁发的诺贝尔文学奖，僅頒發一屆。获奖者于2018年10月12日公布。新学院将于2018年12月解散。
在对瑞典图书管理员提名的47名候选人的公众投票后，新学院宣布四名最终获提名人为玛丽斯·孔戴、尼爾·蓋曼、村上春樹和金翠 。
2018年9月17日，村上春樹要求撤回他的提名，称他希望“专注于写作，远离媒体关注”。
新学院文学奖最终授予了玛丽斯·孔戴。